# Ливийский динар
Ливи́йский дина́р (араб. دينار ليبي‎) — национальная валюта Государства Ливия, равная 1000 дирхамам. В ходу банкноты номиналом в 50, 20, 10, 5 и 1 динар. Монеты достоинством 1⁄2, 1⁄4 динара, 100, 50, 20, 10, 5 и 1 дирхам.

## История
До введения в 1952 году ливийского фунта в обращении в разных районах Ливии находились разные валюты: в Феццане — алжирский франк, в Триполитании — итальянская лира и военная лира британского военного командования, в Киренаике — египетский фунт.
Ливийский динар был введён в обращение в 1971 году, заменив ливийский фунт, без изменения номиналов.
Вследствие дефицита бюджета руководство страны начало предпринимать меры, которые могли бы стабилизировать ситуацию в сфере экономики. В ноябре 1998 г. была проведена девальвация официального обменного курса ливийского динара к доллару — с 0,38 динара за 1$ до 0,45 динара за 1$. В 2008 году курс динара упал до 0,7 USD. Курс ливийского динара полностью зависит от цены на нефть — главную статью экспорта Ливии.

## Монеты
До 1975 года в ходу были старые монеты в милльемах (равных дирхамам).
В 1975 году введены в обращение монеты номиналами 1, 5, 10, 20, 50, 100 дирхам с изображениями гербов стран Федерации Арабских Республик, прекратившей существование в 1977 году.
В 1979 году выпущена вторая серия монет того же достоинства с изображением всадника вместо гербов.
В 2004 году появились монеты 250 (0,25 динара) и 500 (0,5 динара) дирхам.
Дата чеканки на монетах указана по исламскому календарю.

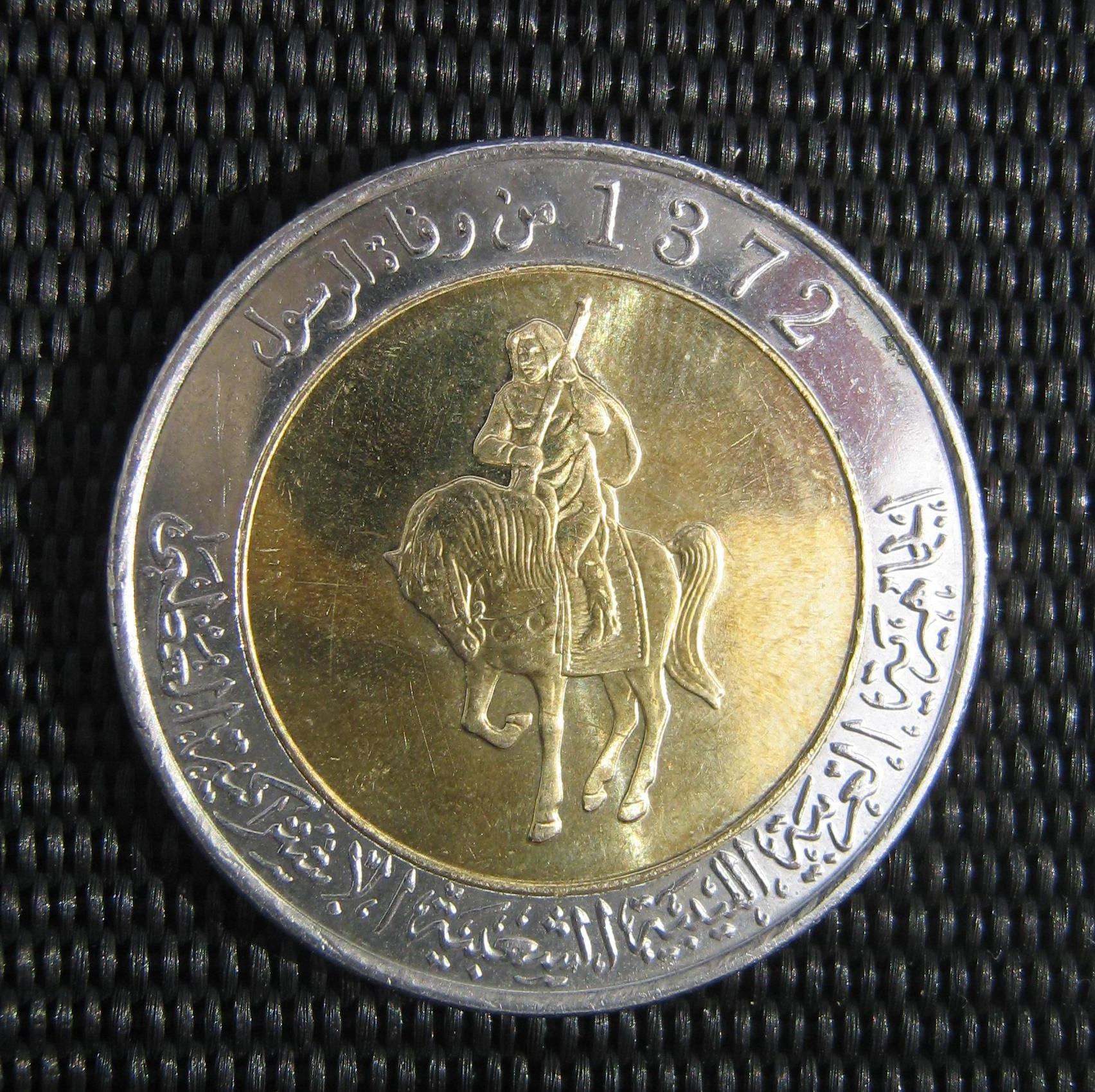
Ливийская половина динара
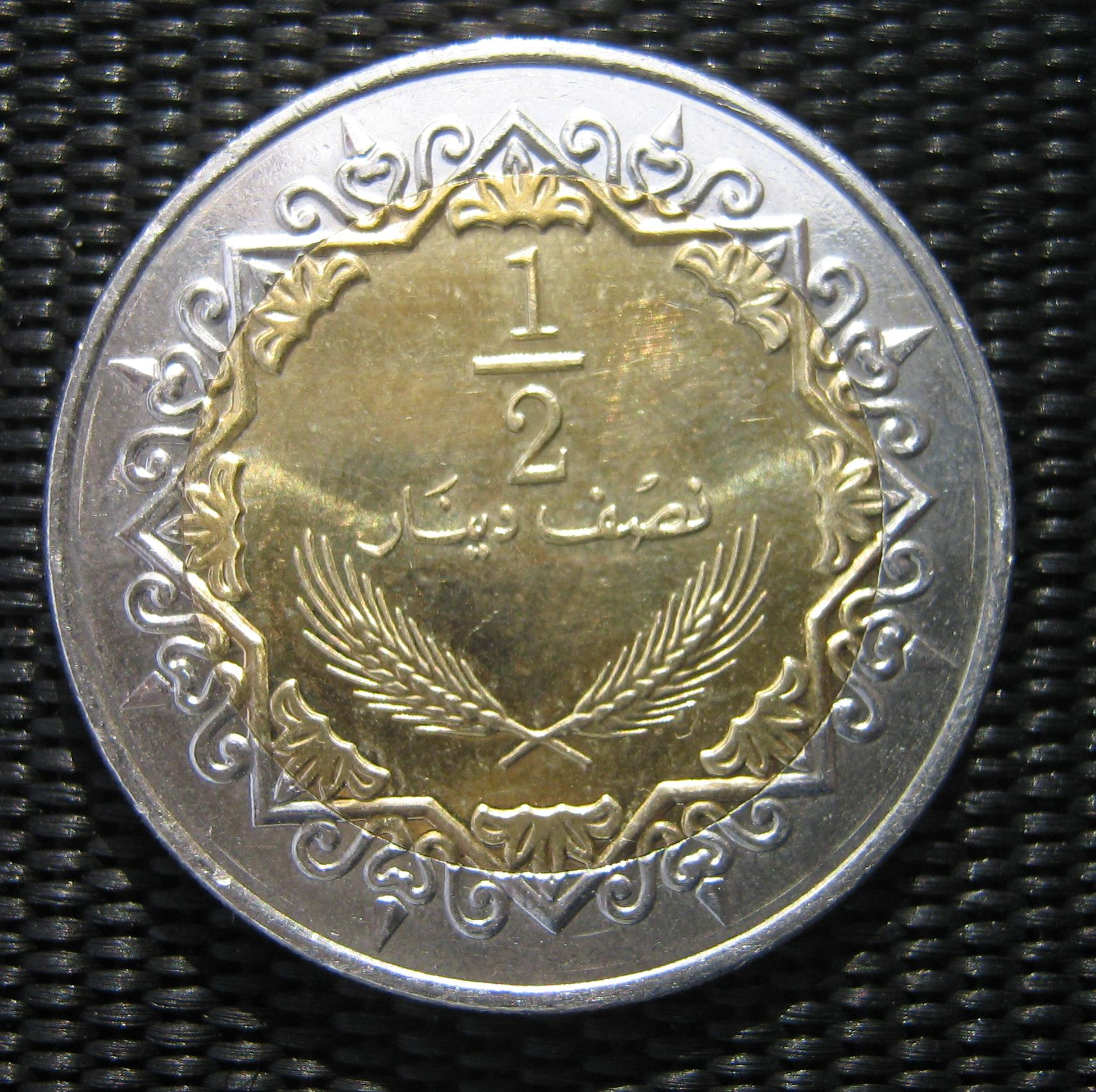
Ливийская половина динара
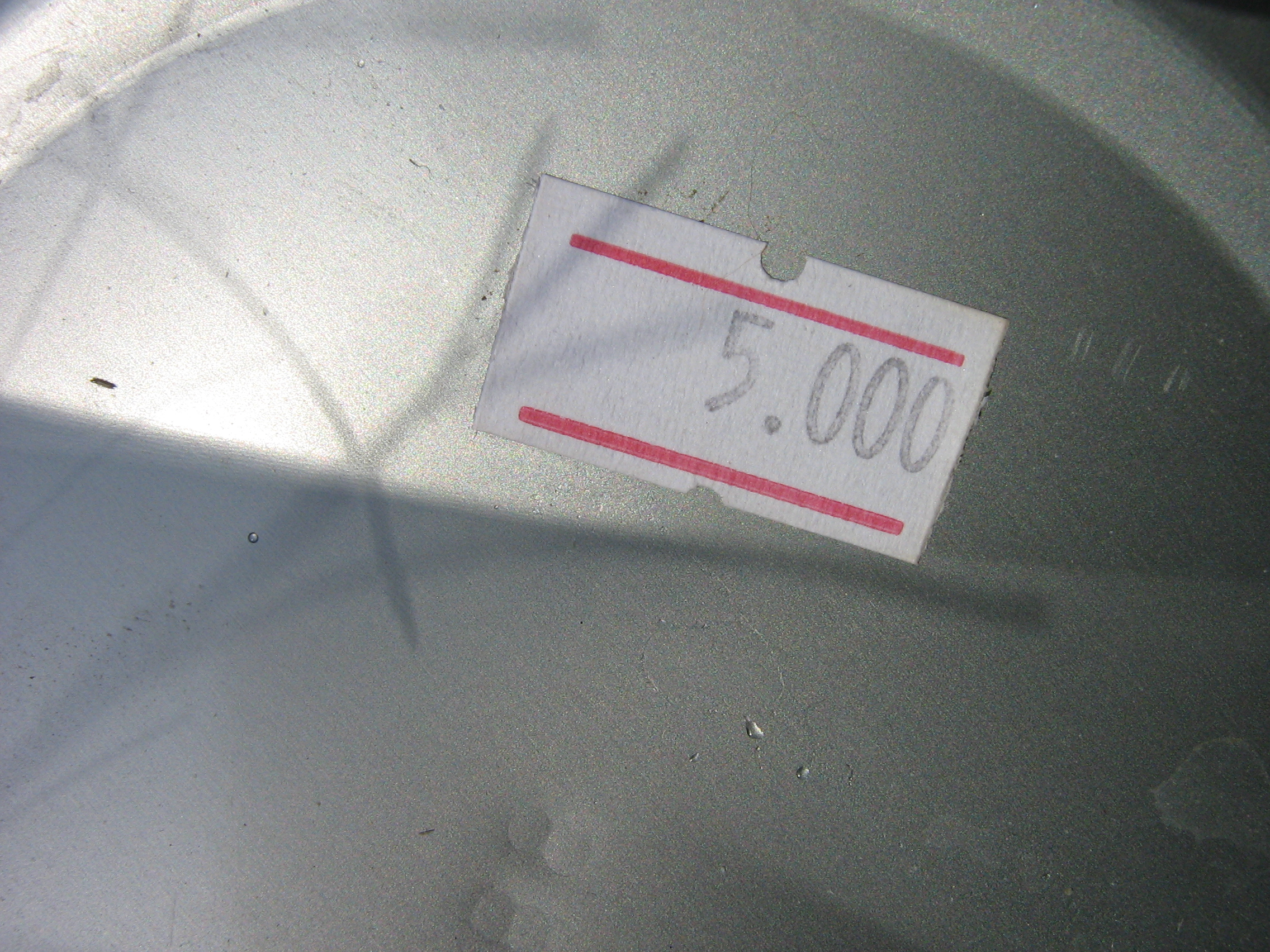
Ценник на банке рыбных консервов. Тунец, 1,8 кг

## Банкноты

### Банкноты периода правления Каддафи
Динары были введены в обращение в 1971 году номиналами ¼, ½, 1, 5 и 10 динаров. В 2002 году в обращение поступили банкноты номиналом 20 динаров. 27 августа 2008 года в обращении появилась банкнота номиналом 50 динаров с изображением Муаммара Каддафи.

#### Серия 1971—1972 годов
| Серия 1971—1972 годов                                             | Серия 1971—1972 годов | Серия 1971—1972 годов | Серия 1971—1972 годов | Серия 1971—1972 годов | Серия 1971—1972 годов                              | Серия 1971—1972 годов        | Серия 1971—1972 годов |
| Изображение                                                       | Изображение           | Номинал (динаров)     | Размеры (мм)          | Основные цвета        | Описание                                           | Описание                     | Годы печати           |
| Лицевая сторона                                                   | Оборотная сторона     | Номинал (динаров)     | Размеры (мм)          | Основные цвета        | Лицевая сторона                                    | Оборотная сторона            | Годы печати           |
| ----------------------------------------------------------------- | --------------------- | --------------------- | --------------------- | --------------------- | -------------------------------------------------- | ---------------------------- | --------------------- |
|                                                                   |                       | 1/4                   | 140×70                | оранжевый             | Герб ОАР                                           | Ворота                       | 1971 1972             |
|                                                                   |                       | 1/2                   | 160×80                | фиолетовый            | Герб ОАР                                           | Очистительный завод          | 1971 1972             |
|                                                                   |                       | 1                     | 165×85                | голубой               | Арка Марка Аурела, минарет мечети Гурджи в Триполи | Крепость Сабха               | 1971 1972             |
|                                                                   |                       | 5                     | 180×90                | коричневый            | Герб Лиги арабских государств                      | Испанская крепость в Триполи | 1971 1972             |
|                                                                   |                       | 10                    | 190×95                | серый                 | Портрет Омара аль-Мухтара                          | Всадники Омара эль-Мухтара   | 1971 1972             |
| Примечание: годы, обозначенные курсивом, на банкнотах не указаны. |                       |                       |                       |                       |                                                    |                              |                       |

#### Серия 1980—1984 годов
| Серия 1980—1984 годов                                             | Серия 1980—1984 годов | Серия 1980—1984 годов | Серия 1980—1984 годов | Серия 1980—1984 годов | Серия 1980—1984 годов            | Серия 1980—1984 годов                   | Серия 1980—1984 годов |
| Изображение                                                       | Изображение           | Номинал (динаров)     | Размеры (мм)          | Основные цвета        | Описание                         | Описание                                | Годы печати           |
| Лицевая сторона                                                   | Оборотная сторона     | Номинал (динаров)     | Размеры (мм)          | Основные цвета        | Лицевая сторона                  | Оборотная сторона                       | Годы печати           |
| ----------------------------------------------------------------- | --------------------- | --------------------- | --------------------- | --------------------- | -------------------------------- | --------------------------------------- | --------------------- |
|                                                                   |                       | 1/4                   | 142×71                | зелёный               | Арка Траяна в Лептис-Магна       | Крепость в Марзуке                      | 1981                  |
|                                                                   |                       | 1/4                   | 142×71                | коричневый серый      | Арка Траяна в Лептис-Магна       | Крепость в Марзуке                      | 1984                  |
|                                                                   |                       | 1/2                   | 152×76                | зелёный               | Конвейер на заводе               | Дождевальная установка, колосья пшеницы | 1981                  |
|                                                                   |                       | 1/2                   | 152×76                | зелёный фиолетовый    | Конвейер на заводе               | Дождевальная установка, колосья пшеницы | 1984                  |
|                                                                   |                       | 1                     | 162×81                | зелёный розовый       | Мечеть Мавлаи Мухаммад в Триполи | Интерьер мечети                         | 1981                  |
|                                                                   |                       | 1                     | 162×81                | фиолетовый серый      | Мечеть Мавлаи Мухаммад в Триполи | Интерьер мечети                         | 1984                  |
|                                                                   |                       | 5                     | 172×86                | зелёный жёлтый        | Самка верблюда с детёнышем       | Монумент Эль-Хани                       | 1980                  |
|                                                                   |                       | 5                     | 172×86                | серый зелёный         | Самка верблюда с детёнышем       | Монумент Эль-Хани                       | 1984                  |
|                                                                   |                       | 10                    | 182×91                | зелёный розовый       | Портрет Омара аль-Мухтара        | Форт в Сабхе                            | 1980                  |
|                                                                   |                       | 10                    | 182×91                | серый розовый         | Портрет Омара аль-Мухтара        | Форт в Сабхе                            | 1984                  |
| Примечание: годы, обозначенные курсивом, на банкнотах не указаны. |                       |                       |                       |                       |                                  |                                         |                       |

#### Серия 1988—2009 годов
| Серия 1988—2009 годов                                             | Серия 1988—2009 годов | Серия 1988—2009 годов | Серия 1988—2009 годов | Серия 1988—2009 годов | Серия 1988—2009 годов                         | Серия 1988—2009 годов                                        | Серия 1988—2009 годов |
| Изображение                                                       | Изображение           | Номинал (динаров)     | Размеры (мм)          | Основные цвета        | Описание                                      | Описание                                                     | Годы печати           |
| Лицевая сторона                                                   | Оборотная сторона     | Номинал (динаров)     | Размеры (мм)          | Основные цвета        | Лицевая сторона                               | Оборотная сторона                                            | Годы печати           |
| ----------------------------------------------------------------- | --------------------- | --------------------- | --------------------- | --------------------- | --------------------------------------------- | ------------------------------------------------------------ | --------------------- |
|                                                                   |                       | 1/4                   | 142×71                | коричневый серый      | Арка Траяна в Лептис-Магна                    | Крепость в Марзуке                                           | 1990                  |
|                                                                   |                       | 1/4                   | 142×71                | коричневый серый      | Арка Траяна в Лептис-Магна                    | Крепость в Марзуке                                           | 1991                  |
|                                                                   |                       | 1/4                   | 142×71                | многоцветная          | Арка Траяна в Лептис-Магна                    | Крепость в Марзуке                                           | 2002                  |
|                                                                   |                       | 1/2                   | 152×76                | голубой фиолетовый    | Конвейер на заводе                            | Дождевальная установка, колосья пшеницы                      | 1990                  |
|                                                                   |                       | 1/2                   | 152×76                | голубой фиолетовый    | Конвейер на заводе                            | Дождевальная установка, колосья пшеницы                      | 1991                  |
|                                                                   |                       | 1/2                   | 152×76                | многоцветная          | Конвейер на заводе                            | Дождевальная установка, колосья пшеницы                      | 2002                  |
|                                                                   |                       | 1                     | 162×81                | зелёный синий         | Портрет Муаммара Каддафи                      | Мечеть Мавлаи Мухаммад в Триполи                             | 1988                  |
|                                                                   |                       | 1                     | 162×81                | зелёный синий         | Портрет Муаммара Каддафи                      | Мечеть Мавлаи Мухаммад в Триполи                             | 1991                  |
|                                                                   |                       | 1                     | 162×81                | многоцветная          | Портрет Муаммара Каддафи                      | Мечеть Мавлаи Мухаммад в Триполи                             | 2002                  |
|                                                                   |                       | 1                     | 142×71                | синий голубой         | Портрет Муаммара Каддафи                      | Мечеть Мавлаи Мухаммад в Триполи                             | 2004                  |
|                                                                   |                       | 1                     | 142×71                | голубой фиолетовый    | Портрет Муаммара Каддафи                      | Мечеть Мавлаи Мухаммад в Триполи                             | 2009                  |
|                                                                   |                       | 5                     | 172×87                | многоцветная          | Самка верблюда с детёнышем                    | Монумент Эль-Хани                                            | 1988                  |
|                                                                   |                       | 5                     | 172×87                | многоцветная          | Самка верблюда с детёнышем                    | Монумент Эль-Хани                                            | 1991                  |
|                                                                   |                       | 5                     | 172×87                | многоцветная          | Самка верблюда с детёнышем                    | Монумент Эль-Хани                                            | 2002                  |
|                                                                   |                       | 5                     | 150×75                | коричневый            | Самка верблюда с детёнышем                    | Монумент Эль-Хани                                            | 2004                  |
|                                                                   |                       | 5                     | 150×75                | красный коричневый    | Самка верблюда с детёнышем                    | Монумент Эль-Хани                                            | 2009                  |
|                                                                   |                       | 10                    | 182×90                | зелёный               | Портрет Омара аль-Мухтара                     | Форт в Сабхе                                                 | 1989                  |
|                                                                   |                       | 10                    | 182×90                | зелёный               | Портрет Омара аль-Мухтара                     | Форт в Сабхе                                                 | 1991                  |
|                                                                   |                       | 10                    | 182×90                | многоцветная          | Портрет Омара аль-Мухтара                     | Форт в Сабхе                                                 | 2002                  |
|                                                                   |                       | 10                    | 158×79                | зелёный               | Портрет Омара аль-Мухтара                     | Форт в Сабхе                                                 | 2004                  |
|                                                                   |                       | 10                    | 158×79                | зелёный               | Портрет Омара аль-Мухтара                     | Форт в Сабхе                                                 | 2009                  |
|                                                                   |                       | 20                    | 166×83                | зелёный синий         | Карта Ливии с планом Великой рукотворной реки | Групповой портрет лидеров африканских государств             | 2002                  |
|                                                                   |                       | 20                    | 166×83                | зелёный синий         | Карта Ливии с планом Великой рукотворной реки | Групповой портрет лидеров африканских государств             | 2009                  |
|                                                                   |                       | 50                    | 177×73                | коричневый            | Портрет Муаммара Каддафи                      | Конференц-центр министерства сельского хозяйства возле Сирта | 2008                  |
| Примечание: годы, обозначенные курсивом, на банкнотах не указаны. |                       |                       |                       |                       |                                               |                                                              |                       |

### Банкноты серии 2011—2025 годов
После свержения правительства Каддафи в Первой гражданской войне в Ливии 2011 года глава Центробанка Гасем Аззоз заявил, что банкноты с изображением свергнутого лидера всё ещё находятся в обращении и будут использоваться Национальным переходным советом для выплаты заработной платы государственным служащим и что банк проводит конкурс на переработанные банкноты, которые, вероятно, в конечном итоге заменят банкноты с эмблемой Каддафи.
В 2011 году Центробанк Ливии выпустил исправленные банкноты номиналом 5 и 10 динаров с удалённой ссылкой на "Джамахирию" эпохи Каддафи в правом верхнем углу, а также с использованием английского языка на банкнотах впервые за два десятилетия.
Срок действия старых динаров изначально был ограничен датой 1 ноября 2012 года, а затем его продлили до конца февраля 2013 года.
14 января 2012 года Центробанк начал изымать банкноту в 50 динаров.
17 февраля 2013 года, по случаю второй годовщины гражданской войны в Ливии, Центробанк Ливии выпустил банкноту в 1 динар. На лицевой стороне банкноты изображены протестующие против Каддафи с флагом ливийских повстанцев. На обратной стороне банкноты изображён флаг Ливии и голуби мира.
31 марта 2013 года Центробанк Ливии выпустил банкноту достоинством 20 динаров. На банкноте преимущественно оранжевого цвета изображена школа в Гадамесе, а на обороте — мечеть Аль-Атик и оазис Уджла.
А в июне 2013 года Центробанк Ливии выпустил банкноту достоинством 50 динаров. На банкноте зелёного цвета изображён итальянский маяк в Бенгази спереди и скальное образование в горах Тадрарт-Акакус на обороте.
В 2015 году Центробанк страны выпустил 5 и 10 динаров с новым дизайном, а в 2016 году — 20 и 50 динаров с изменёнными степенями защиты.
В 2019 году из полимера выпускается банкнота в 1 динар нового дизайна, а в 2021 году — банкнота в 5 динар.
20 января 2025 года Центробанк Ливии объявил о выпуске новых банкнот номиналом 20 динаров, выполненных из полимера, которые начнут циркулировать с 27 января. Эта мера направлена на увеличение ликвидности и улучшение качества наличного оборота в стране.
| Серия 2011—2025 годов | Серия 2011—2025 годов | Серия 2011—2025 годов | Серия 2011—2025 годов | Серия 2011—2025 годов | Серия 2011—2025 годов           | Серия 2011—2025 годов                            | Серия 2011—2025 годов |
| Изображение           | Изображение           | Номинал (динаров)     | Размеры (мм)          | Основные цвета        | Описание                        | Описание                                         | Год введения          |
| Лицевая сторона       | Оборотная сторона     | Номинал (динаров)     | Размеры (мм)          | Основные цвета        | Лицевая сторона                 | Оборотная сторона                                | Год введения          |
| --------------------- | --------------------- | --------------------- | --------------------- | --------------------- | ------------------------------- | ------------------------------------------------ | --------------------- |
|                       |                       | 1                     | 130×65                | розовый               | Люди с флагами Ливии            | Флаг Ливии и голуби                              | 2013                  |
|                       |                       | 1 (полимер)           | 130×65                | синий                 | Здание Центрального банка Ливии | Нефтеперерабатывающий завод и арка Марка Аврелия | 2019                  |
|                       |                       | 5                     | 150×75                | красный               | Самка верблюда с детёнышем      | Монумент Эль-Хани                                | 2011                  |
|                       |                       | 5                     | 135×68                | серый                 | Османская башня с часами        | Храм Зевса в Кирене                              | 2015                  |
|                       |                       | 5 (полимер)           | 135×68                | серый                 | Османская башня с часами        | Храм Зевса в Кирене                              | 2021                  |
|                       |                       | 10                    | 158×79                | зелёный               | Портрет Омара аль-Мухтара       | Форт в Сабхе                                     | 2011                  |
|                       |                       | 10                    | 142×70                | голубой               | Портрет Омара аль-Мухтара       | Всадники Омара эль-Мухтара                       | 2015                  |
|                       |                       | 20                    | 148×75                | оранжевый             | мечеть Аль-Атик                 | Школа для девочек в Гадамесе                     | 2013                  |
|                       |                       | 20                    | 148×75                | оранжевый             | мечеть Аль-Атик                 | Школа для девочек в Гадамесе                     | 2016                  |
|                       |                       | 20 (полимер)          | 148×75                | оранжевый             | мечеть Аль-Атик                 | Школа для девочек в Гадамесе                     | 2025                  |
|                       |                       | 50                    | 155×77                | зелёный               | Маяк в Бенгази                  | Скала в Тадрарт-Акакус                           | 2013                  |
|                       |                       | 50                    | 155×77                | зелёный               | Маяк в Бенгази                  | Скала в Тадрарт-Акакус                           | 2016                  |

### «Российские» динары
С 2016 года Россия печатает динары для непризнанного правительства Халифы Хафтара. Банкноты российского Гознака немного отличается от динаров, которые печатает для международно признанного правительства британская фирма De La Rue. По данным агентства Рейтер, с 2016 по 2019 год Россия поставила в Ливию около 13,5 млрд динаров (9,5 млрд долларов по текущему курсу).
30 мая 2020 года правительство Мальты перехватило партию «российских» динаров номинальной стоимостью примерно 1 млрд долл США. В тот же день в МИД России назвали «фальшивыми» заявления по поводу ливийских динаров. «Контракт на печать ливийских динаров был подписан в 2015 году между АО „Гознак“ и главой Центрального банка Ливии, утверждённого Палатой депутатов (парламентом) Ливии. Ливийской стороной была произведена необходимая предоплата»,— сообщили в МИДе. По его заявлению, в рамках исполнения своих контрактных обязательств российская организация направила в адрес ЦБ в Тобруке груз с напечатанными ливийскими банкнотами. В министерстве напомнили, что в условиях фактического двоевластия в Ливии в настоящее время действуют два Центральных банка. «Один из них находится в Триполи, где функционирует международно признанное Правительство национального согласия во главе с Файезом Сарраджем. Другой Центральный банк расположен в Бенгази. Его глава был назначен всенародно избранным ливийским парламентом — Палатой депутатов и, соответственно, обладает необходимой международной легитимностью», — заявили в МИДе.
По мнению Госдепартамента США, инцидент с конфискацией партии динаров, напечатанной «Гознаком», ещё раз подчёркивает «необходимость прекращения Россией порочных и дестабилизирующих действий в Ливии».

## Режим валютного курса
С 14 февраля 1999 года в Ливии существовала система двойного валютного курса, причём «официальный» валютный курс был привязан к валютной корзине SDR (Специальные права заимствования) — расчётной единице МВФ, а «специальный» — к доллару США. Большая часть валютных операций, включая нефтяной экспорт и подавляющую часть импорта по линии государственных организаций, осуществлялось по официальному курсу. 1 января 2002 года ливийские власти провели унификацию двух курсов. В настоящее время фиксированный курс ливийского динара к SDR установлен в соотношении 1,89:1.

### Комментарии
1. ↑  Мнение российского МИДа не соответствует решению ООН о признании легитимности лишь одной из сторон гражданской войны в Ливии, а именно правительства Файеза Сарраджа, со столицей в Триполи. Россия формально занимает нейтральную позицию, но фактически оказывает поддержку непризнанному правительству Халифы Хафтара, в том числе военную (российская сторона это отрицает)[11][12].

### Сноски
1. ↑  Central Bank of Libya. Prices and CPI Архивная копия от 29 октября 2020 на Wayback Machine (англ.)
2. ↑  Бутаков, 1987, с. 155.
3. ↑  country-data.com — Libya. Дата обращения: 29 апреля 2008. Архивировано 7 сентября 2008 года.
4. ↑  geo2000.nm.ru — Макроэкономика Ливии. Дата обращения: 29 апреля 2008. Архивировано из оригинала 6 мая 2008 года.
5. 1 2 3 4  Какие деньги в Ливии настоящие. США не хотят, чтобы Россия печатала купюры для Хафтара Архивная копия от 31 мая 2020 на Wayback Machine, BBC, 31.05.2020
6. ↑  Eastern Libyan central bank launches its own coins made in Russia Архивная копия от 30 октября 2020 на Wayback Machine, Reuters, 20 October, 2017. Retrieved on 2018-11-06.
7. ↑  More Russia-printed dinars arrive Архивная копия от 15 июля 2021 на Wayback Machine, The Libya Herald, 5 May 2017. Retrieved on 2018-11-06.
8. ↑  East Libya 1 dinar coin Архивная копия от 15 июля 2021 на Wayback Machine Numista (en.numista.com). Retrieved on 2019-05-26.
9. ↑  США заявили о перехвате груза из России с ливийскими динарами на $1 млрд. Дата обращения: 31 мая 2020. Архивировано 8 июня 2020 года.
10. ↑  МИД РФ отверг обвинения США в изготовлении фальшивой валюты для Ливии. www.kommersant.ru (30 мая 2020). Дата обращения: 31 мая 2020. Архивировано 31 мая 2020 года.
11. ↑  Эрдоган: В Ливии находятся две тысячи наемников из ЧВК «Вагнер»? Что они там делают? news.myseldon.com. Дата обращения: 26 декабря 2019. Архивировано 26 декабря 2019 года.
12. ↑  Замазанные «российские» МиГ-29 до отправки в Ливию показали крупным планом Архивная копия от 7 июня 2020 на Wayback Machine // 29 мая 2020